# Fernando Alonso
Tìm thấy 2021 Team, 
Fernando Alonso Díaz (sinh ngày 29 tháng 7 năm 1981 tại Oviedo, Tây Ban Nha) là tay đua Công thức 1 người Tây Ban Nha. Alonso đã từng hai lần đoạt chức vô địch F1 vào các năm 2005 và 2006. Mùa giải 2021, Alonso thi đấu cho đội đua Alpine.

## Sự nghiệp

### Những năm đầu sự nghiệp

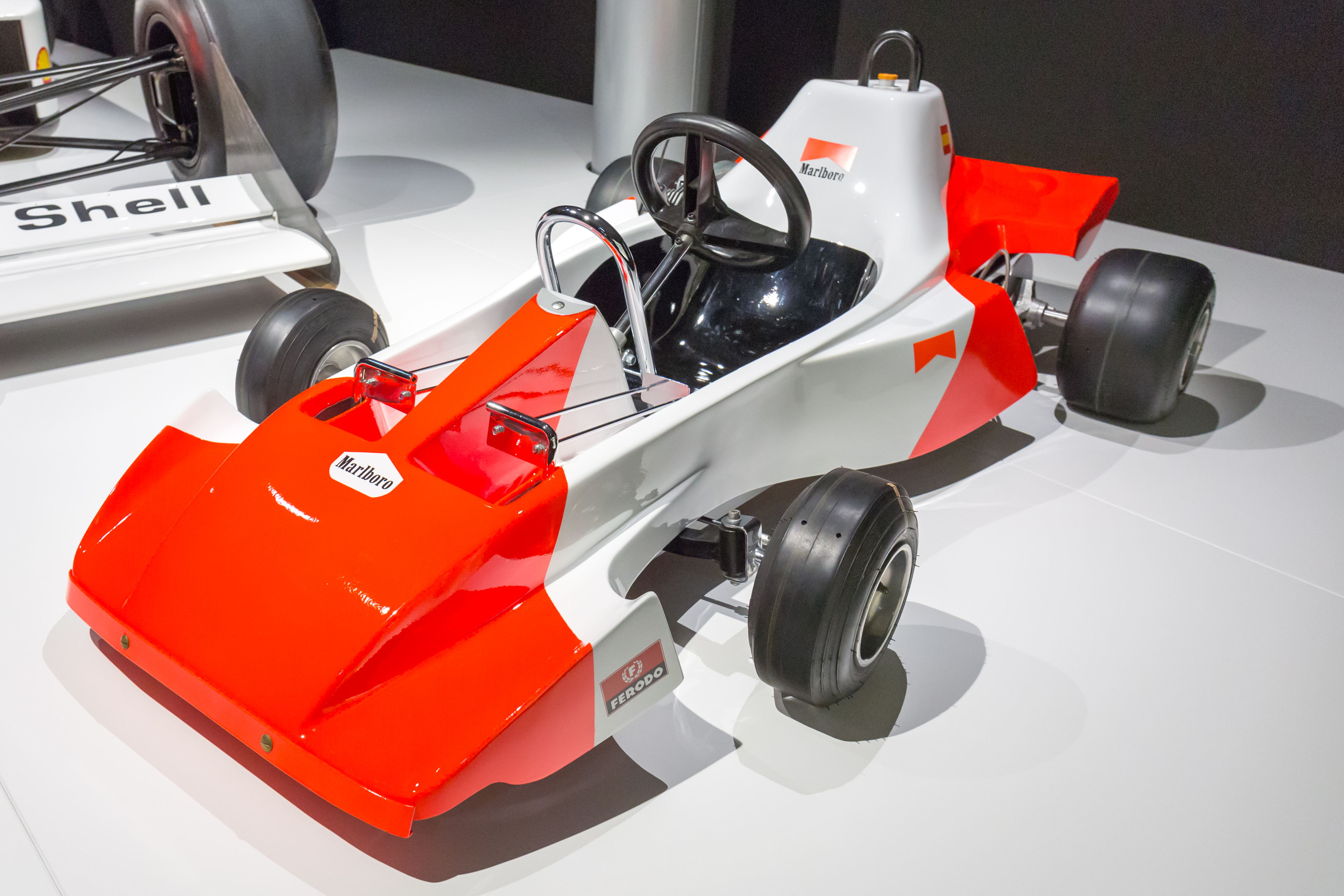
Chiếc xe kart đầu tiên của Alonso

Năm 3 tuổi, bố của Alonso mua một chiếc xe kart định tặng cho chị gái Lorena của anh. Nhưng người chị gái đã không thích món đồ chơi tốc độ này, ngược lại thì Alonso lại rất thích thú vì thế anh đã được sở hữu chiếc xe kart đầu tiên và bắt đầu lái xe kart từ khi còn rất nhỏ.
Do gia đình không dư dả về kinh tế nên họ không mua những chiếc lốp ướt. Vì thế mà ở những cuộc đua có trời mưa, Alonso phải đua bằng lốp khô. Đến năm 7 tuổi thì Alonso bắt đầu giành được những chiến thắng ở cấp độ địa phương, nhờ thế anh nhận được sự tài trợ của những ông chủ trường đua, giúp anh có điều kiện tham gia các giải đấu cao hơn. Lớn hơn một chút, Alonso còn nhận làm thợ máy cho các tay đua nhỏ tuổi hơn để kiếm thêm tiền.
Từ năm 1999, Alonso chính thức đi theo con đường đua xe chuyên nghiệp. Anh đã đoạt chức vô địch giải Euro Open by Nissan 1999, và có cơ hội lần đầu được lái thử chiếc xe F1 ở trường đua Jerez vào tháng 12 năm 1999. Alonso đã không bỏ lỡ cơ hội, anh đã tạo được ấn tượng tốt với đội đua Minardi và được nhận làm tay đua dự bị ở đội này.
Trong năm 2000 Alonso cũng tham gia giải International Formula 3000 để tích lũy thêm kinh nghiệm, anh đã giành hạng tư ở giải đấu này.

### Minardi (2001)
Năm 2001, Alonso trở thành tay đua chính thức của Minardi. Đây là một đội đua yếu nên Alonso đã không ghi được điểm số nào.

### Renault lần một (2002-2006)
Năm 2002, Alonso chấp nhận công việc tay đua dự bị ở đội đua Renault.
Năm 2003, Alonso giành lại được suất đua chính thức và bắt đầu khẳng định tên tuổi của mình bằng việc giành pole đầu tiên và podium đầu tiên ở chặng đua GP Malaysia. Đến cuối mùa giải, anh giành thêm một pole nữa ở GP Hungary, lần này thì anh đã không bỏ lỡ cơ hội giành chiến thắng đầu tiên trong sự nghiệp. Năm 2004, Alonso có 4 lần lên podium.
Đỉnh cao sự nghiệp của Alonso là ở hai năm 2005 và 2006. Mỗi năm anh giành được 7 chiến thắng để đoạt được chức vô địch. Alonso là tay đua người Tây Ban Nha đầu tiên giành được chức vô địch F1, cũng là người đã chấm dứt thời kỳ vàng son của Michael Schumacher. Ngày 25 tháng 9 năm 2005 anh đoạt giải tay đua vô địch thế giới lần đầu tiên khi mới 24 tuổi 59 ngày, trở thành tay đua trẻ nhất vô địch giải đua Công thức 1 và kỷ lục này tồn tại đến năm 2008 thì bị Lewis Hamilton vượt qua (hiện kỷ lục này đang thuộc về Sebastian Vettel).

### Mclaren lần một (2007)
Năm 2007, Alonso chuyển đến Mclaren với tư cách tay đua số một thế giới, vừa đoạt chức vô địch hai năm liên tiếp. Tuy nhiên anh đã gặp sự cạnh tranh quyết liệt của Lewis Hamilton, năm đó mới chỉ là một tân binh. Sau chặng đua GP Monaco, Hamilton tiết lộ anh phải làm nhiệm vụ đánh chặn để giúp  Alonso chiến thắng, dẫn đến việc đội đua Mclaren bị điều tra hành vi dàn xếp kết quả (nhưng đã không bị phạt). Còn ở GP Hungary, Alonso bị phạt 5 bậc xuất phát do đã cố tình ngăn Hamilton thực hiện vòng chạy phân hạng cuối cùng.
Và để gây sức ép lên Mclaren, Alonso được cho là đã đe dọa sẽ tiết lộ hành vi ăn cắp công nghệ Ferrari của Mclaren. Đây là thông tin mà Alonso biết thông qua tay đua thử Pedro De la Rosa, đồng hương Tây Ban Nha của Alonso. Sau đó thì vụ việc này cũng bị vỡ lở và Mclaren vừa bị phạt 100 triệu USD vừa bị trừ sạch điểm đội đua (vì thế đã để mất danh hiệu vô địch đội đua vào tay Ferrari). Mối quan hệ của Alonso và Mclaren vì thế đã bị xấu đi nhanh chóng, hệ quả là hai bên phải chấm dứt hợp đồng trước thời hạn.
Tổng kết mùa giải cả Alonso và Hamilton cùng ghi được 109 điểm và cùng giành được 4 chiến thắng nhưng Alonso xếp dưới Hamilton một bậc do thua chỉ số phụ. Sự cạnh tranh quyết liệt của hai người đã gây hại cho đội đua Mclaren khi họ để mất nốt danh hiệu vô địch cá nhân vào tay Kimi Raikkonen của đội Ferrari.

### Renault lần hai (2008-2009)
Năm 2008, Alonso trở lại đội đua đã giúp anh lên đỉnh vinh quang là Renault. Ở thời điểm này thì Renault không còn mạnh như các năm 2005-2006 nhưng Alonso vẫn kịp tỏa sáng với hai chiến thắng liêp tiếp ở GP Singapore và GP Nhật Bản. Cuối mùa giải thì đội trưởng của Renault là Flavio Briatore và tay đua Nelson Piquet.Jr bị kết tội cố tình gây tai nạn để dàn xếp kết quả ở chặng đua Singapore, tuy nhiên Alonso được xác định là không liên quan nên không bị tước chiến thắng.
Năm 2009, Alonso có một lần lên podium, vẫn là ở Singapore.

### Ferrari (2010-2014)
Năm 2010, Alonso chuyển đến Ferrari. Ngay lập tức anh giành được chiến thắng ở chặng đua mở màn của mùa giải ở GP Bahrain. Ở chặng đua GP Đức, đội đua Ferrari ra lệnh cho đồng đội Felipe Massa nhường đường, giúp cho Alonso có được chiến thắng thứ hai. Anh giành thêm ba chiến thắng nữa ở giai đoạn cuối mùa giải (ở Italia, Singapore và Hàn Quốc) để trở thành người dẫn đầu Bảng xếp hạng tổng trước chặng đua cuối cùng. Đáng tiếc là ở chặng đua này (GP Abu Dhabi) Alonso chỉ về đích ở vị trí thứ bảy nên để mất chức vô địch vào tay Sebastian Vettel.
Năm 2011, Alonso chỉ có một chiến thắng ở GP Anh và xếp thứ tư chung cuộc.
Năm 2012, Alonso thi đấu rất ổn định, giành được ba chiến thắng và nhiều lần lên podium. Một lần nữa kéo được cuộc đua vô địch với Vettel đến chặng cuối cùng ở Brasil. Nhưng giấc mơ vô địch một lần nữa dang dở do anh bị mất quá nhiều điểm ở hai chặng đua Bỉ và Nhật Bản (đều do gặp tai nạn ở pha xuất phát).
Năm 2013, một lần nữa Alonso kết thúc mùa giải ở vị trí Á quân bằng chiến thuật chạy ổn định, chắt chiu từng điểm số (chiến thắng hai lần, chỉ bỏ cuộc một lần ở GP Malaysia).
Trong giai đoạn 2010 đến 2013 nói trên, Alonso là tay đua duy nhất mang về chiến thắng cho Ferrari. Sang năm 2014, Ferrari rơi vào giai đoạn thoái trào. Alonso không có thêm chiến thắng nào nhưng vẫn là tay đua duy nhất mang về podium cho đội đua Italia.

### Mclaren lần hai (2015-2018)
Năm 2015, Alonso tái hợp với Mclaren trong một dự án đầy tham vọng với Honda. Đáng tiếc là những mục tiêu to lớn của cả Alonso và Mclaren đều không thành hiện thực. Alonso và người đồng đội từng vô địch F1 là Jenson Button thường phải ngụm lặn ở nửa cuối bảng xếp hạng suốt 4 mùa giải.
Alonso không thể tham gia chặng đua mở màn mùa giải 2015 ở Úc do bị chấn thương ở đợt test trước mùa giải. Đúng một năm sau, anh có thể tham gia chặng đua này nhưng lại gặp tai nạn khủng khiếp với Esteban Gutierrrez, tai nạn này khiến anh phải nghỉ chặng đua tiếp theo ở Bahrain.
Vì quá chán nản nên Alonso đã bỏ chặng đua GP Monaco 2017 để sang Mỹ đua giải Indy500. Cuối năm 2018, Alonso cũng quyết định rời F1 để đi săn danh hiệu Triple Crown.

### Tạm nghỉ F1 (2019-2020)
Năm 2019-2020: Alonso tham gia nhiều giải đua khác nhau. Anh giành thêm một chiến thắng ở giải đua Le Mans 24h và vô địch giải World Endurance Championship. Tuy nhiên Alonso một lần nữa thất bại ở giải đua Indy500.

### Renault lần ba (2021-)
Năm 2021, Fernando Alonso quay trở lại F1, anh thi đấu cho đội đua Alpine (thuộc hãng xe Renault). Sau khởi đầu chật vật (không ghi điểm ở ba trong năm chặng đua đầu tiên) thì Alonso phần nào đã lấy lại được phong độ. Ở GP Hungary, anh đánh chặn quyết liệt Lewis Hamilton, gián tiếp giúp cho người đồng đội Esteban Ocon giành được chiến thắng.

## Cuộc sống cá nhân
Fernando Alonso sinh ngày 29 tháng 7 năm 1981 ở Oviedo, Asturias, Tây Ban Nha trong một gia đình giai cấp lao động. Bố anh, José Luis Alonso là một thợ cơ khí, còn mẹ anh Ana Díaz là một nhân viên bán hàng. Alonso có một chị gái tên Lorena là một bác sỹ.
Fernando Alonso từng có một đời vợ. Anh và ca sỹ Raquel del Rosario đám cưới vào tháng 11 năm 2006 và ly dị vào tháng 12 năm 2011, hai người chưa có con.
Alonso là cổ động viên của câu lạc bộ bóng đá Real Oviedo (đội bóng quê hương) và Real Madrid, anh cũng thường xuyên tham gia các trận bóng đá gây quỹ từ thiện trước mỗi chặng đua GP Monaco. Bên cạnh đó thì Alonso cũng rất có hứng thú với môn đua xe đạp và từng có ý định thành lập một đội đua xe đạp riêng.
Ngoài ra thì Alonso còn sở hữu một khu thể thao phức hợp (bảo tàng, sân golf và trường đua kart) mang tên mình ở quê nhà Oviedo.

## Thống kê thành tích
| Năm     | Giải đua                           | Đội                        | Số chặng    | Chiến thắng | Pole        | FLap        | Podium      | Điểm        | Hạng        |
| ------- | ---------------------------------- | -------------------------- | ----------- | ----------- | ----------- | ----------- | ----------- | ----------- | ----------- |
| 1999    | Euro Open by Nissan                | Campos Motorsport          | 15          | 6           | 6           | 5           | 8           | 164         | 1           |
| 2000    | International Formula 3000         | Team Astromega             | 9           | 1           | 1           | 2           | 2           | 17          | 4           |
| 2001    | Công thức 1                        | European Minardi F1 Team   | 17          | 0           | 0           | 0           | 0           | 0           | 23          |
| 2002    | Công thức 1                        | Mild Seven Renault F1 Team | Test driver | Test driver | Test driver | Test driver | Test driver | Test driver | Test driver |
| 2003    | Công thức 1                        | Mild Seven Renault F1 Team | 16          | 1           | 2           | 1           | 4           | 55          | 6           |
| 2004    | Công thức 1                        | Mild Seven Renault F1 Team | 18          | 0           | 1           | 0           | 4           | 59          | 4           |
| 2005    | Công thức 1                        | Mild Seven Renault F1 Team | 19          | 7           | 6           | 2           | 15          | 133         | 1           |
| 2006    | Công thức 1                        | Mild Seven Renault F1 Team | 18          | 7           | 6           | 5           | 14          | 134         | 1           |
| 2007    | Công thức 1                        | Vodafone McLaren Mercedes  | 17          | 4           | 2           | 3           | 12          | 109         | 3           |
| 2008    | Công thức 1                        | ING Renault F1 Team        | 18          | 2           | 0           | 0           | 3           | 61          | 5           |
| 2009    | Công thức 1                        | ING Renault F1 Team        | 17          | 0           | 1           | 2           | 1           | 26          | 9           |
| 2010    | Công thức 1                        | Scuderia Ferrari Marlboro  | 19          | 5           | 2           | 5           | 10          | 252         | 2           |
| 2011    | Công thức 1                        | Scuderia Ferrari           | 19          | 1           | 0           | 1           | 10          | 257         | 4           |
| 2012    | Công thức 1                        | Scuderia Ferrari           | 20          | 3           | 2           | 0           | 13          | 278         | 2           |
| 2013    | Công thức 1                        | Scuderia Ferrari           | 19          | 2           | 0           | 2           | 9           | 242         | 2           |
| 2014    | Công thức 1                        | Scuderia Ferrari           | 19          | 0           | 0           | 0           | 2           | 161         | 6           |
| 2015    | Công thức 1                        | McLaren Honda              | 18          | 0           | 0           | 0           | 0           | 11          | 17          |
| 2016    | Công thức 1                        | McLaren Honda              | 20          | 0           | 0           | 1           | 0           | 54          | 10          |
| 2017    | Công thức 1                        | McLaren Honda              | 19          | 0           | 0           | 1           | 0           | 17          | 15          |
| 2017    | IndyCar Series                     | McLaren-Honda-Andretti     | 1           | 0           | 0           | 0           | 0           | 47          | 29          |
| 2018    | Công thức 1                        | McLaren F1 Team            | 21          | 0           | 0           | 0           | 0           | 50          | 11          |
| 2018    | 24 Hours of Le Mans                | Toyota Gazoo Racing        | 1           | 1           | 1           | 0           | 1           | N/A         | 1           |
| 2018    | WeatherTech SportsCar Championship | United Autosports          | 1           | 0           | 0           | 0           | 0           | 18          | 58          |
| 2018–19 | FIA World Endurance Championship   | Toyota Gazoo Racing        | 8           | 5           | 4           | 0           | 7           | 198         | 1           |
| 2019    | WeatherTech SportsCar Championship | Konica Minolta Cadillac    | 1           | 1           | 0           | 0           | 1           | 35          | 27          |
| 2019    | 24 Hours of Le Mans                | Toyota Gazoo Racing        | 1           | 1           | 0           | 0           | 1           | N/A         | 1           |
| 2019    | IndyCar Series                     | McLaren Racing             | 0           | 0           | 0           | 0           | 0           | 0           | NC          |
| 2020    | Dakar Rally                        | Toyota Gazoo Racing        | 1           | 0           | N/A         | N/A         | 0           | N/A         | 13          |
| 2020    | IndyCar Series                     | Arrow McLaren SP           | 1           | 0           | 0           | 0           | 0           | 18          | 31          |
| 2021    | Công thức 1                        | Alpine F1 Team             | 22          | 0           | 0           | 0           | 1           | 81          | 10th        |
| 2022    | Công thức 1                        | BWT Alpine F1 Team         | 19          | 0           | 0           | 0           | 0           | 65*         | 9th*        |
| Nguồn:  |                                    |                            |             |             |             |             |             |             |             |

* Mùa giải đang diễn ra